# Габольвельве, Нельсон
Нельсон Габольвельве (англ. Nelson Gabolwelwe; род. 3 сентября 1977, Ботсвана) — ботсванский футболист, защитник.

## Карьера
В период с 2002 по 2009 год Нельсон играл за футбольный клуб «Ботсвана Дифенс Форс XI» из города Габороне. С 1998 по 2008 играл за национальную сборную. В её составе провёл 43 официальных матча, в которых забил 3 мяча.